# Svani
Svani (gruz.: სვანი) jedna od lokalne skupine naroda Gruzijaca. Nastanjuju povijesno područje Svaneti koje se nalazi na zapadnom dijelu Gruzije. Većinom su pravoslavne vjeroispovijesti, a govore svanskim jezikom, koji spada u svansku grupu južnokavkaske obitelji jezika. Negdje oko 15.000 ljudi navodi danas svanski kao svoj materinji jezik. Još dva puta toliko ljudi ga razumije. Gruzijski međutim kao pisani jezik sve više potiskuje svanski, koji ostaje samo jezik usmene komunikacije, bez pravopisnog standarda.

## Povijest
Smatra se da prve spomene naroda Svani nalazimo u nazivu Soani, grčkog zemljopisca Strabona. Ovaj znanstvenik locirao je Soanu na isto područje koje danas naseljavaju Svani.
Do 1930-ih i Staljinove epohe, u popisima stanovništva Svani su figurirali kao posebna etnička skupina, ali su od tada svrstani u širu gruzijsku skupinu. Pripadnici su Gruzijske pravoslavne crkve, a pokršteni su još negdje između 4. i 6. stoljeća. Glava obitelji je muškarac, ali postoji i veliko poštovanje prema starijim ženskim članovima obitelji.

## Poznati Svani
- Temur Babluani
- Géla Babluani
- Mikheil Gelovani
- Otar Ioseliani
- Mikheil Kurdiani
- Sopho Gelovani
- Tariel Oniani